# Coleophora aularia
Coleophora aularia là một loài bướm đêm thuộc họ Coleophoridae. Nó được tìm thấy ở quần đảo Canaria, Tunisia, Ai Cập, Sudan, Oman và Ả Rập Xê Út.